# Phyllophaga hirticollis
Phyllophaga hirticollis är en skalbaggsart som beskrevs av Moser 1921. Phyllophaga hirticollis ingår i släktet Phyllophaga och familjen Melolonthidae. Inga underarter finns listade i Catalogue of Life.